# 国井美果
国井 美果（くにい みか、1971年 - ）は、日本のコピーライター。

## 人物
1971年東京都生まれ。1994年立教大学文学部卒業。
ライトパブリシティを経てフリーランス。

## 主な受賞
TCC賞、ADC賞、ADC制作者賞、日経広告賞、読売広告賞、毎日広告デザイン賞他。

## 主な仕事
- 「一瞬も 一生も 美しく」（資生堂）
- 「レディにしあがれ」（資生堂・マキアージュ）
- 「ビューティ・クライマックスはじまる」（資生堂・マキアージュ）
- 「ひとぬりで、おとなげないほど透明感」（資生堂・マキアージュ）
- 「この世のハルがきた」（資生堂・マキアージュ）
- 「女は成長をやめない。」（資生堂・リバイタル グラナス）
- 「ひとりの商人、無数の使命」（伊藤忠商事）
- 「おくりものになろう。PARCO GIFT DAYS!」（パルコ）
- 「自分の王国をもとう。」（パルコ）
- 「あるこう。PARCO」（パルコ）
- 「夏の欲。」（パルコ）
- 「受け身より、捨て身できてね。」（パルコ）
- 「みすぎ。　SWIM,DRESS,PARCO」（パルコ）
- 「よく 光るひとの ふく」（ワールド・Reflect）
- 「しあわせは、きみをもっと知ること。」（スヌーピー展・森アーツセンターギャラリー）
- 「ともだちは、みんな、ここにいる。」（スヌーピーミュージアム）
- 「2018年10月、あなたは日本にいますか？」（フェルメール展）
- 「フランスにはない、フランス最高傑作。」（プーシキン美術館展）
- 「いちご泥棒と暮らしたい。」（生活と芸術ーアーツ＆クラフツ展）
- 「こんな日曜日が待ち遠しい。」（NIKKEI The STYLE）
- 「美しさ。だけしか要らない。」（CITIZEN Eco-Drive One）
- 「わたしって果てしない」（LUMINE）
- 「暮らし、遊んでる？」（イオン・R.O.U）
- 「おかあさん。ぼくにもっと「ことば」を、ください。」（小学館・国語辞典）
- 「美しいことに、挑め」（サンエー・インターナショナル）
- 「この時代、咲いてみようじゃないの。」（NHK・八重の桜）
- 「ただいま、東北」（NHK）
- 「見たい、が世界を変えていく。」（日本テレビ放送網）
- 「よろこびがつなぐ世界へ」（キリン）
- 「濃いコトバを飛ばそう。」（J-PHONE)
- 「音が！」（J-PHONE)
- 「よふかし特急にのって。」（JR東日本・TRAing）
- 「365日　Charming Everyday Things」（経済産業省・クールジャパンプロジェクト）
- 「しまじろうのわお!」（テレビせとうち制作・テレビ東京系列） - 企画構成、OP主題歌「ボクらの ほしの ミラクル」＆挿入歌「そとへでようのうた」作詞担当

## 書籍
- 国井美果、スキアキコ（イラスト）『かぞくマン』コクヨS&T〈たいせつなものシリーズ―かぞく〉（原著2007年11月1日）。ISBN 978-4903584355。 NCID BA83876076。
- 国井美果、菊地敦己（グラフィックデザイナー）『ミッフィーとフェルメールさん』美術出版社〈こどもと絵で話そう〉（原著2012年6月7日）。ISBN 978-4568430738。 NCID BB09816721。[1]
- 国井美果、菊地敦己（グラフィックデザイナー）『ミッフィーとマティスさん』美術出版社〈こどもと絵で話そう〉（原著2013年12月13日）。ISBN 978-4568430837。 NCID BB14857309。[2]
- 国井美果、菊地敦己（グラフィックデザイナー）『ミッフィーとほくさいさん』美術出版社〈こどもと絵で話そう〉（原著2016年4月29日）。ISBN 978-4568430967。 NCID BB21185878。